# Литай, Аарон
Литай Аарон (псевдоним Арона Рабиновича) (1878, дер. Крюки Минской губернии — 23 марта 1952, Тель-Авив) — израильский журналист, публицист, переводчик. Член редколлегии газеты «Хаарец» (1921—1952).

## Биография
Родился в семье меламеда Мойше-Лейба Рабиновича и Хаи-Соры Кауфман. Получил традиционное еврейское религиозное образование в хедере, бет-мидраше и иешивах Речицы и Гомеля. Продолжил учёбу в Одесской еврейской гимназии.
Был одним из соучредителей Общества любителей еврейского языка «Агудас Ховевей Сфас Эйвор» и Еврейского литературного общества в Одессе. Один из основателей издательства «Ювентус», которое специализировалось на издании русских книг для еврейских детей и юношества.
Дебютировал в печати в 1903 в «Ха-цофе». Писал статьи для еврейских изданий «Рассвет» и «Восход». В 1917 редактировал газету «Хаам» в Москве.
С 1921 в Эрец-Исраэль. В период с 1921 по 1952 входил в редакционный совет «Хаарец». Был международным корреспондентом «Ха-Олам» в Лондоне и Париже.
Сын — генерал Армии обороны Израиля Михаэль Бен-Галь.